# 福特縣 (堪薩斯州)
福特縣（英語：Ford County，簡稱FO）是美國堪薩斯州西南部的一個縣。面積2,847平方公里。根據美國2000年人口普查估計，共有人口32,458人。縣治道奇城（Dodge City）。
成立於1873年3月6日，縣政府於同年成立。縣名紀念科羅拉多第一志願步兵團司法官詹姆斯·H·福特 （James Hobart Ford）。